# Podocnemis vogli
Espèce
Statut CITES
Podocnemis vogli est une espèce de tortues de la famille des Podocnemididae.

## Répartition
Cette espèce est endémique du nord-ouest de l'Amérique du Sud. Elle se rencontre :
- en Colombie dans les départements d'Arauca, de Boyacá, de Casanare, de Meta et de Vichada ;
- au Venezuela dans les États d'Anzoátegui, d'Apure, de Barinas, de Bolívar, de Cojedes, de Delta Amacuro, de Guárico, de Monagas et de Portuguesa.

Elle a été introduite au Venezuela dans l'État de Zulia.

## Publication originale
- Müller, 1935 : Über eine neue Podocnemis - Art (Podocnemis vogli) aus Venezuela nebst ergänzenden Bemerkungen über die systematischen Merkmale der ihr nächstverwandten Arten. Zoologischer Anzeiger, vol. 110, p. 97-109.